# Elitserien i handboll för damer 2003/2004
Elitserien i handboll för damer 2003/2004 spelades 20 september 2003-23 mars 2004 och vanns av Team Eslövs IK. Skuru IK vann dock det svenska mästerskapet efter slutspel.
Det tidigare systemet, där fyra lag föll ur i december, avskaffades och ersattes med en rak grundserie.

## Sluttabell
| Nr | Lag                   | Matcher | Vinst | Oavgjort | Förlust | +/-     | Poäng |
| -- | --------------------- | ------- | ----- | -------- | ------- | ------- | ----- |
| 1  | Team Eslövs IK        | 22      | 21    | 0        | 1       | 604-499 | 42    |
| 2  | IK Sävehof            | 22      | 17    | 0        | 5       | 598-471 | 34    |
| 3  | Skuru IK              | 22      | 15    | 1        | 6       | 627-537 | 31    |
| 4  | Skånela IF            | 22      | 15    | 1        | 6       | 632-586 | 31    |
| 5  | Skövde HF             | 22      | 13    | 1        | 8       | 500-462 | 27    |
| 6  | Irsta Västerås        | 22      | 10    | 3        | 9       | 558-546 | 23    |
| 7  | Önnereds HK           | 22      | 8     | 1        | 13      | 527-543 | 17    |
| 8  | Spårvägens HF         | 22      | 8     | 0        | 4       | 529-558 | 16    |
| 9  | G/T-76 IK             | 22      | 7     | 2        | 13      | 474-519 | 16    |
| 10 | Stockholmspolisens IF | 22      | 6     | 3        | 13      | 517-565 | 15    |
| 11 | Kärra HF              | 22      | 5     | 1        | 16      | 485-591 | 11    |
| 12 | Kvinnliga IK Sport    | 22      | 0     | 1        | 20      | 426-645 | 1     |

## Slutspel om svenska mästerskapet

### Kvartsfinaler: bäst av tre
- 26 mars 2004: Spårvägens HF-Team Eslövs IK 21-23
- 26 mars 2004: Skövde HF-IK Sävehof 23-26
- 26 mars 2004: Önnereds HK-Skånela IF 26-20
- 27 mars 2004: Irsta Västerås-Skuru IK 25-34

- 28 mars 2004: Team Eslövs IK-Spårvägens HF 33-18 (Team Eslövs IK vidare med 2-0 i matcher)
- 28 mars 2004: IK Sävehof-Skövde HF 27-24 (IK Sävehof vidare med 2-0 i matcher)

- 4 april 2004: Skuru IK-Irsta Västerås 26-23 (Skuru IK vidare med 2-0 i matcher)
- 4 april 2004: Skånela IF-Önnereds HK 27-20
- 6 april 2004: Skånela IF-Önnereds HK 22-21 (Skånela IF vidare med 2-1 i matcher)

### Semifinaler: bäst av tre
- 15 april 2004: Team Eslövs IK-Skånela IF 34-21
- 15 april 2004: IK Sävehof-Skuru IK 26-25

- 18 april 2004: Skuru IK-IK Sävehof 37-21
- 18 april 2004: Skånela IF-Team Eslövs IK 30-33 (Skånela IF vidare med 2-0 i matcher)

- 22 april 2004: IK Sävehof-Skuru IK 22-25 (Skuru IK vidare med 2-1 i matcher)

### Finaler: bäst av fem
- 25 april 2004: Team Eslövs IK-Skuru IK 20-28
- 28 april 2004: Skuru IK-Team Eslövs IK 27-22
- 2 maj 2004: Team Eslövs IK-Skuru IK 25-22
- 5 maj 2004: Skuru IK-Team Eslövs IK 32-29 (Skuru IK svenska mästarinnor med 3-1 i matcher)

## Skytteligan
- Jessica Enström, Irsta HF - 22 matcher, 170 mål[1]

### Fotnoter
1. ↑  ”Skyttedrottningar 1984–2012”. Svenska Handbollsförbundet. 2011 – 2012. Arkiverad från originalet den 21 april 2013. https://web.archive.org/web/20130421230635/http://www.svenskhandboll.se/ImageVaultFiles/id_2945/cf_31/Elit_Damer_Skyttedrottningar.PDF. Läst 29 juni 2014.